# Owen Magnetic

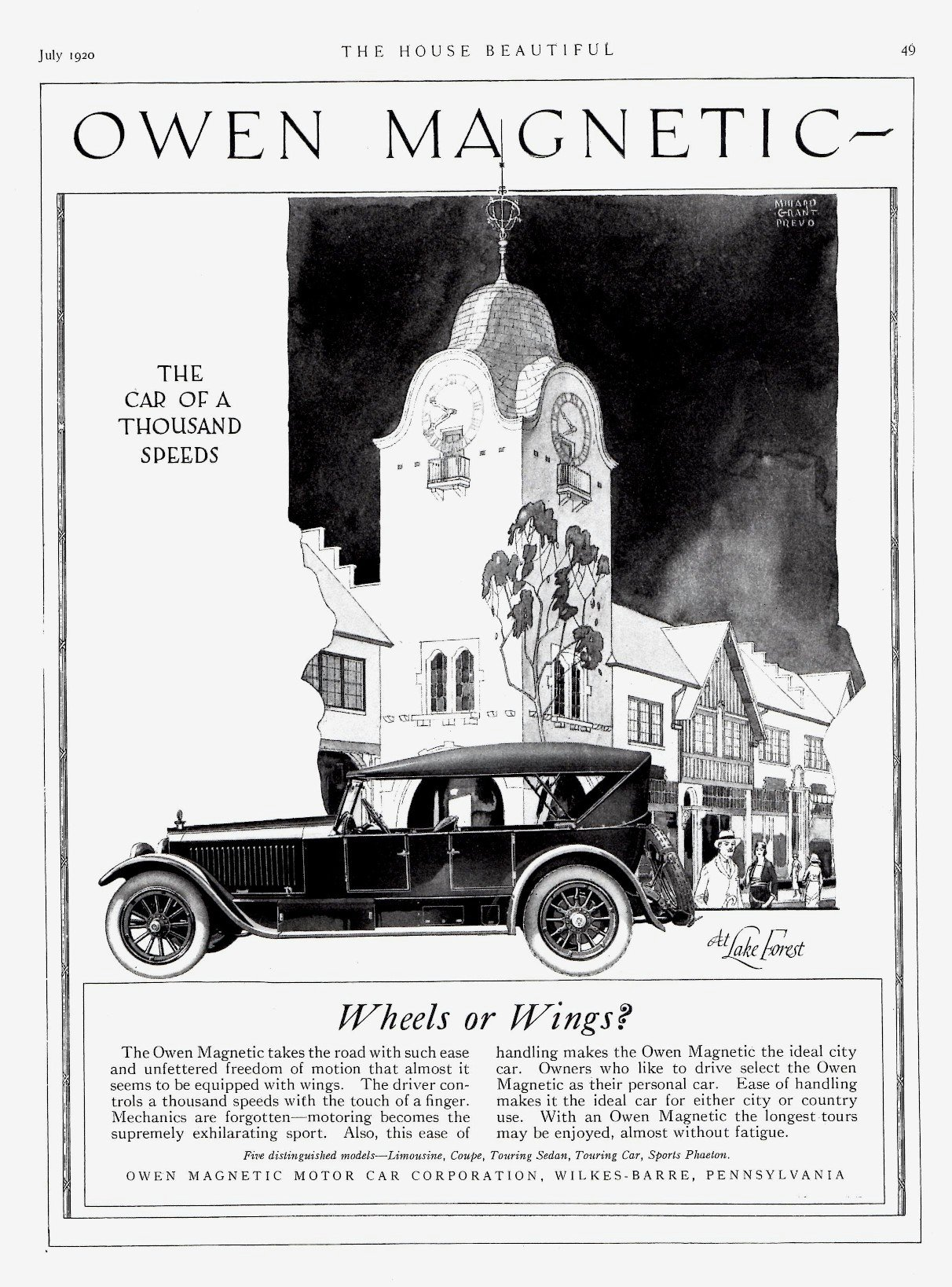
Anuncio de Owen Magnetic (1920), publicado en la revista House Beautiful.

Owen Magnetic fue una empresa estadounidense pionera en automóviles híbridos y eléctricos de lujo fabricados entre 1915 y 1922. Los modelos automovilísticos de la marca eran notables para su uso de una transmisión electromagnética y constituyen ejemplos tempranos de un híbrido de serie eléctrico. La fabricación del coche estuvo patrocinada por R.M. Owen & Company. Se construían en la ciudad de Nueva York en 1915, en Cleveland, Ohio, entre 1916 y 1919 y finalmente en Wilkes-Barre, Pensilvania, entre 1920 y 1921.